# Conseil scolaire acadien provincial
Le Conseil scolaire acadien provincial (CSAP) est le conseil scolaire francophone de la Nouvelle-Écosse. Fondé en 1996, il gère à ce jour vingt-deux écoles acadiennes de langue française en Nouvelle-Écosse.

## Histoire
Au début du XXe siècle, l'Institut des enseignants de langue française milite pour l'achat de manuels scolaires en français pour les écoles acadiennes. En 1939, le gouvernement provincial approuve un programme d'été pour les enseignants francophones. En 1941, un nouveau programme d'études pour les écoles acadiennes est publié. La nomination d'un comité d'étude sur les manuels acadiens a lieu en 1950. De nouveaux livres de lectures en français sont approuvés en 1955. En 1968, la Fédération acadienne de la Nouvelle-Écosse demande que le droit à l'éducation en français soit reconnu. La Loi sur l'éducation de 1967 est modifiée en 1981 pour autoriser les francophones à recevoir un enseignement en français dans des écoles acadiennes. Cependant les Acadiens de la Nouvelle-Écosse revendiquent l'établissement d'un système scolaire conforme à la l'article 23 de la Charte canadienne des droits et libertés. À partir de 1982, le conseil scolaire Clare-Argyle est administré en français. En 1988, les élèves francophones du comté de Kings sont transférés à l'école R.C. Gordon de Greenwood, désormais l'école Rose-des-Vents. L'école Cornwallis est fondée à Sydney en 1989. Le conseil d'école du Grand-Havre, concernant les élèves francophones d'Halifax, est créé en 1991. En 1995, le gouvernement présente son livre blanc sur la réorganisation du système scolaire, proposant notamment la réduction du nombre de conseils scolaires et la formation d'un conseil scolaire acadien.
C'est en 1996 que l'Assemblée législative de la Nouvelle-Écosse crée le Conseil scolaire acadien provincial; il est décrété que le siège social soit situé au Sud-ouest et que la structure administrative comprenne trois bureaux régionaux. Régean Sirois devient son premier directeur général et, l'année suivante, Yvon Samson est élu premier président. En 2000, à la suite des réclamations de la Fédération des parents acadiens, la Cour suprême de la Nouvelle-Écosse demande au CSAP ainsi qu'au Ministère de l'Éducation de mettre en place des écoles homogènes. En 2003, une première entente est signée entre le CSAP et le Ministère de l'éducation de la Nouvelle-Écosse pour confier au conseil l'élaboration du programme d'étude en français langue première. En 2008, le CSAP devient responsable du Centre provincial de ressources pédagogiques. À partir de 2009, le CSAP offre le programme Grandir en français - accueil et francisation à tous les enfants âgés de quatre ans dans les régions où se trouvent des écoles acadiennes. En 2010, le CSAP adopte une résolution afin d'intégrer de façon permanente le projet d'élaboration du programme d'étude français langue première.

## Écoles

### Regroupement Nord
- Centre scolaire Étoile de l'Acadie; Sydney
- École acadienne de Pomquet; Pomquet
- École Beau-Port; Arichat
- École NDA; Chéticamp
- École acadienne de Truro, Truro

### Regroupement Métro
- École Beaubassin, Halifax

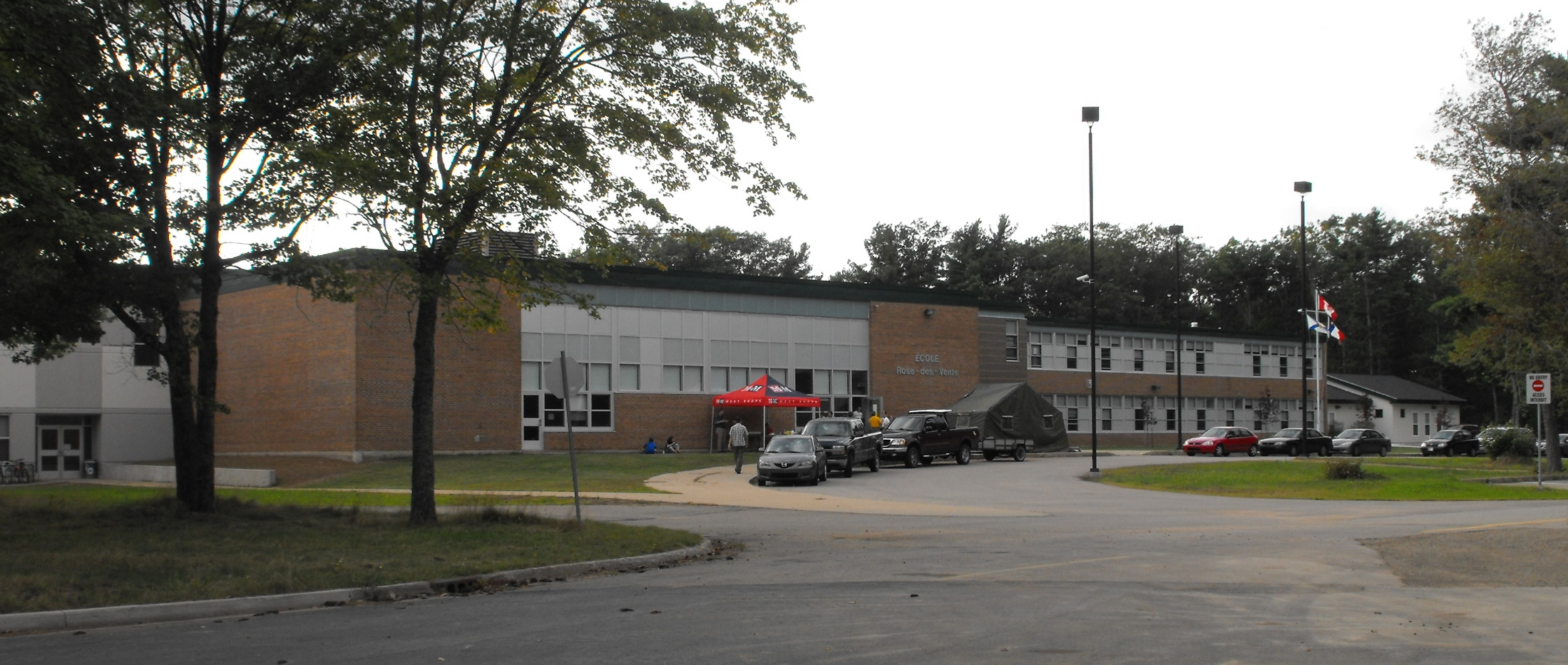
L'école Rose-des-Vents.

- École des Beaux-Marais, Porter's Lake
- École Bois-Joli, Dartmouth
- École du Carrefour, Dartmouth
- École du Grand-Portage, Sackville
- École Mer et Monde, Halifax
- École secondaire Mosaïque Dartmouth
- École secondaire du Sommet, Halifax

### Regroupement Sud
- Centre Scolaire de la Rive-Sud, Blockhouse
- École Belleville; Tusket
- École Joseph-Dugas; Pointe-de-l'Église
- École Pubnico-Ouest; Pubnico-Ouest
- École secondaire de Clare; Rivière-Meteghan
- École secondaire de Par-en-Bas; Tusket
- École Stella-Maris; Meteghan
- École Wedgeport; Wedgeport
- École Rose-des-Vents, Greenwood

## Admissibilité
La Loi scolaire de la Nouvelle-Écosse, en vertu de l'article 23 de la Charte canadienne des droits et libertés, adopté en 1982, détermine que les ayants droit à l'éducation en français sont soit les citoyens canadiens dont la première langue apprise et encore comprise est le français, soit ceux qui ont reçu leur instruction, au niveau primaire, en français au Canada, soit ceux dont un enfant a reçu ou reçoit son instruction, au niveau primaire ou secondaire, en français au Canada. Depuis 2000, quatre critères d'admissibilité supplémentaire s'ajoutent: 1) les enfants francophones n'étant pas citoyens canadiens parlant français à la maison, 2) les enfants francophones participant à un programme d'échange international, 3) les enfants citoyens canadiens dont l'un des deux parents n'est pas un ayant droit et 4) les enfants citoyens canadiens dont l'un des grands-parents parle français; dans le dernier cas, les parents doivent s'engager à promouvoir la langue française tout au long de la scolarité de leur enfant. De plus, un enfant répondant à l'un de ces quatre critères doit être recommandé par le comité d'admission local. Finalement, dans le but avoué de préserver la qualité de l'éducation et le caractère acadien du CSAP, l'organisme impose des limites à ces quatre critères d'admissibilité: chaque demande est étudiée par le comité d'admission local et ne doit pas créer de précédent, aucune, les enfants des catégories 3 et 4 peuvent uniquement être admis à la maternelle sauf s'ils ont une connaissance jugée suffisante du français et, finalement, si un enfant dans la catégorie 4 a un frère ou une sœur d'âge scolaire, il peut être admis à la maternelle uniquement si son frère ou sa sœur a une connaissance du français jugée suffisante.

## Programme
| Âge (ans)                    | 3          | 4          | 5                                 | 6                                 | 7                                 | 8                                 | 9                                 | 10                                | 11                                | 12                         | 13                         | 14                         | 15                          | 16                          | 17                          | 18 |
| ---------------------------- | ---------- | ---------- | --------------------------------- | --------------------------------- | --------------------------------- | --------------------------------- | --------------------------------- | --------------------------------- | --------------------------------- | -------------------------- | -------------------------- | -------------------------- | --------------------------- | --------------------------- | --------------------------- | -- |
| Nouvelle-Écosse              |            |            | École élémentaire (maternelle-6e) | École élémentaire (maternelle-6e) | École élémentaire (maternelle-6e) | École élémentaire (maternelle-6e) | École élémentaire (maternelle-6e) | École élémentaire (maternelle-6e) | École élémentaire (maternelle-6e) | École secondaire 1er cycle | École secondaire 1er cycle | École secondaire 1er cycle | École secondaire 2e cycle   | École secondaire 2e cycle   | École secondaire 2e cycle   |    |
| Nouveau-Brunswick (français) |            |            | Mat.                              | École élémentaire                 | École élémentaire                 | École élémentaire                 | École élémentaire                 | École élémentaire                 | École élémentaire                 | École élémentaire          | École élémentaire          | École secondaire           | École secondaire            | École secondaire            | École secondaire            |    |
| Nouveau-Brunswick (anglais)  |            |            | Mat.                              | École élémentaire                 | École élémentaire                 | École élémentaire                 | École élémentaire                 | École élémentaire                 | École intermédiaire               | École intermédiaire        | École intermédiaire        | École secondaire           | École secondaire            | École secondaire            | École secondaire            |    |
| Île-du-Prince-Édouard        |            |            | Mat.                              | École élémentaire                 | École élémentaire                 | École élémentaire                 | École élémentaire                 | École élémentaire                 | École élémentaire                 | École intermédiaire        | École intermédiaire        | École intermédiaire        | École secondaire 2e cycle   | École secondaire 2e cycle   | École secondaire 2e cycle   |    |
| Terre-Neuve-et-Labrador      |            |            | Mat.                              | École primaire                    | École primaire                    | École primaire                    | École élémentaire                 | École élémentaire                 | École élémentaire                 | École intermédiaire        | École intermédiaire        | École intermédiaire        | Secondaire 2e cycle (I-III) | Secondaire 2e cycle (I-III) | Secondaire 2e cycle (I-III) |    |
| Québec                       | Pré-mat.   | Pré-mat.   | Mat.                              | École primaire                    | École primaire                    | École primaire                    | École primaire                    | École primaire                    | École primaire                    | Secondaire 1 à 5           | Secondaire 1 à 5           | Secondaire 1 à 5           | Secondaire 1 à 5            | Secondaire 1 à 5            |                             |    |
| États-Unis                   | Pré-mat.   | Pré-mat.   | Mat.                              | École élémentaire                 | École élémentaire                 | École élémentaire                 | École élémentaire                 | École élémentaire                 | École élémentaire                 | École secondaire           | École secondaire           | École secondaire           | École secondaire            | École secondaire            | École secondaire            |    |
| France                       | Maternelle | Maternelle | Maternelle                        | École élémentaire                 | École élémentaire                 | École élémentaire                 | École élémentaire                 | École élémentaire                 | Collège                           | Collège                    | Collège                    | Collège                    | Lycée                       | Lycée                       | Lycée                       |    |

En Nouvelle-Écosse, l'éducation obligatoire dure habituellement 13 ans. Les élèves fréquentent d'abord l'école élémentaire durant sept ans, qui regroupe la maternelle à la sixième année. L'école secondaire de premier cycle regroupe la septième à la neuvième année et l'école secondaire de deuxième cycle regroupe la dixième à la douzième année. La plupart des écoles du CSAP offrent toutefois les cours de la maternelle à la douzième année.